# Tour de Romandía 1976
La 30.ª edición del Tour de Romandía se disputó del 4 de mayo al 9 de mayo de 1976 con un recorrido de 803,8 km dividido en un prólogo inicial y 6 etapas, con inicio en Ginebra, y final en Friburgo.
El vencedor fue el belga Johan De Muynck, cubriendo la prueba a una velocidad media de 34,3 km/h.

## Etapas[1]
| Etapa   | Recorrido           | Km    | Ganador            |
| Prólogo | Ginebra             | 3,5   | Eddy Merckx        |
| 1.ª     | Ginebra-Vevey       | 173   | Knut Knudsen       |
| 2.ª     | Vevey-Leysin        | 155,5 | Johan De Muynck    |
| 3.ª     | Leysin-Bassecourt   | 201   | Giancarlo Bellini  |
| 4.ª     | Courfaivre-Chaumont | 156   | Johan De Muynck    |
| 5.ªa    | Neuchatel-Friburgo  | 86    | Roger De Vlaeminck |
| 5.ªb    | Friburgo            | 28    | Johan De Muynck    |

## Clasificaciones
Así quedaron los diez primeros de la clasificación general de la segunda edición del Tour de Romandía
| \| 1. \| Johan De Muynck \| Bélgica \| 23h 25'53" \| \| \| 2. \| Roger De Vlaeminck \| Bélgica \| + 2'51" \| \| \| 3. \| Eddy Merckx \| Bélgica \| + 2'58" \| \| \| 4. \| Raymond Delisle \| Francia \| + 4'56" \| \| \| 5. \| Roland Salm \| Suiza \| + 5'17" \| \| \| 6. \| Giovanni Battaglin \| Italia \| + 8'17" \| \| \| 7. \| Juan Pujol \| España \| + 8'15" \| \| \| 8. \| Giancarlo Bellini \| Italia \| + 9'24" \| \| \| 9. \| Ronald De Witte \| Bélgica \| + 10'09" \| \| \| 10. \| Ueli Sutter \| Suiza \| + 10'42" \| \| |                    |         |            |  |
| 1. | Johan De Muynck    | Bélgica | 23h 25'53" |  |
| 2. | Roger De Vlaeminck | Bélgica | + 2'51"    |  |
| 3. | Eddy Merckx        | Bélgica | + 2'58"    |  |
| 4. | Raymond Delisle    | Francia | + 4'56"    |  |
| 5. | Roland Salm        | Suiza   | + 5'17"    |  |
| 6. | Giovanni Battaglin | Italia  | + 8'17"    |  |
| 7. | Juan Pujol         | España  | + 8'15"    |  |
| 8. | Giancarlo Bellini  | Italia  | + 9'24"    |  |
| 9. | Ronald De Witte    | Bélgica | + 10'09"   |  |
| 10. | Ueli Sutter        | Suiza   | + 10'42"   |  |